# Spa Rally
De Spa Rally is een rally in en rond de Belgische stad Spa op asfalt en gravel. De wedstrijd werd voor het eerst georganiseerd in 2015 en gaat meestal door half maart. De Spa Rally is dan ook traditioneel de tweede van de negen manches van het Belgisch kampioenschap rally.

## Palmares
| Jaar | Rijder           | Auto              |
| ---- | ---------------- | ----------------- |
| 2018 | Adrian Fernémont | Škoda Fabia R5    |
| 2017 | Benoît Allart    | Škoda Fabia R5    |
| 2016 | Freddy Loix      | Skoda Fabia S2000 |
| 2015 | Freddy Loix      | Skoda Fabia S2000 |